# بئر اولاد خلیفه
بئر اولاد خلیفه (به عربی: بئر أولاد خلیفة) یک شهرداری در الجزایر است که در استان عین الدفلی واقع شده‌است.